# Spüligbach (Ilme)
Der Spüligbach ist ein rund 7 km langer, linker bzw. nordwestlicher Zufluss der Ilme in den Landkreisen Holzminden und Northeim, Niedersachsen (Deutschland).

## Name
Der Bach wurde 1596 als „die Spoeling“ erstmals schriftlich erwähnt. Der Name leitet sich von dem niederdeutschen Wort spoil ab, das heißt Spülwasser.

## Verlauf und Einzugsgebiet
Der Spüligbach entspringt in Südniedersachsen auf dem Gebiet des Landkreises Holzminden. Der Ursprung des Bachs befindet sich am Westrand des Holzbergs bzw. nordöstlich des Sollings. Es liegt nördlich und östlich der Ortschaft Heinade in einem Wiesengelände östlich der Landesstraße 580 auf maximal etwa 300 m ü. NHN.
Der Spüligbach wird nicht aus einer klassischen Sprudelquelle gespeist. Vielmehr sammeln sich bescheidene Wassermengen mehrerer Rinnsale aus zumeist feuchten Hangwiesen in einem Wassergraben. Das aus Heinade kommende Rinnsal fällt innerhalb der Ortschaft zeitweilig trocken und geht am Ortsausgang in ein schmales Bachbett über, die anderen kommen von der Südflanke des Holzbergs. Die Quellrinnsale vereinen sich wenige Hundert Meter südöstlich Heinades in einer Niederung auf rund 251,5 m Höhe, wobei sich genügend Wasser für eine dauerhafte Wasserführung sammelt.
Der in überwiegend südöstlicher Richtung verlaufende Spüligbach fließt von Heinade entlang dem Nordostrand des Sollings und der L 580 bis Merxhausen, wo er den Heukenberg in einem langgestreckten Linksbogen umfließt. Hier erhöht die einmündende Helle, die aus dem Solling vom Mecklenbruch heran fließt, seine Wassermenge (vergl. Volumenstrom). Dann erreicht er nach zweimaligem Kreuzen der Landesstraße das südwestlich der Amtsberge gelegene Mackensen, einem Stadtteil des im Landkreis Northeim gelegenen Dassel.
Unterhalb von Mackensen fließt der Spüligbach westlich am Ort der Burgruine Hunnesrück vorbei und danach durch den Dasseler Kernort, in dem er östlich an der Altstadt vorbeifließt und die Landesstraße erneut kreuzt, um wenige hundert Meter südlich davon nahe der Mündung der Bremke auf rund 155 m Höhe in den aus Richtung Süden heran fließenden Leine-Zufluss Ilme zu münden.
Das Einzugsgebiet des Spüligbachs, das im nördlichen Teil des Dasseler Beckens liegt, ist etwa 51 km² groß.

## Nutzung

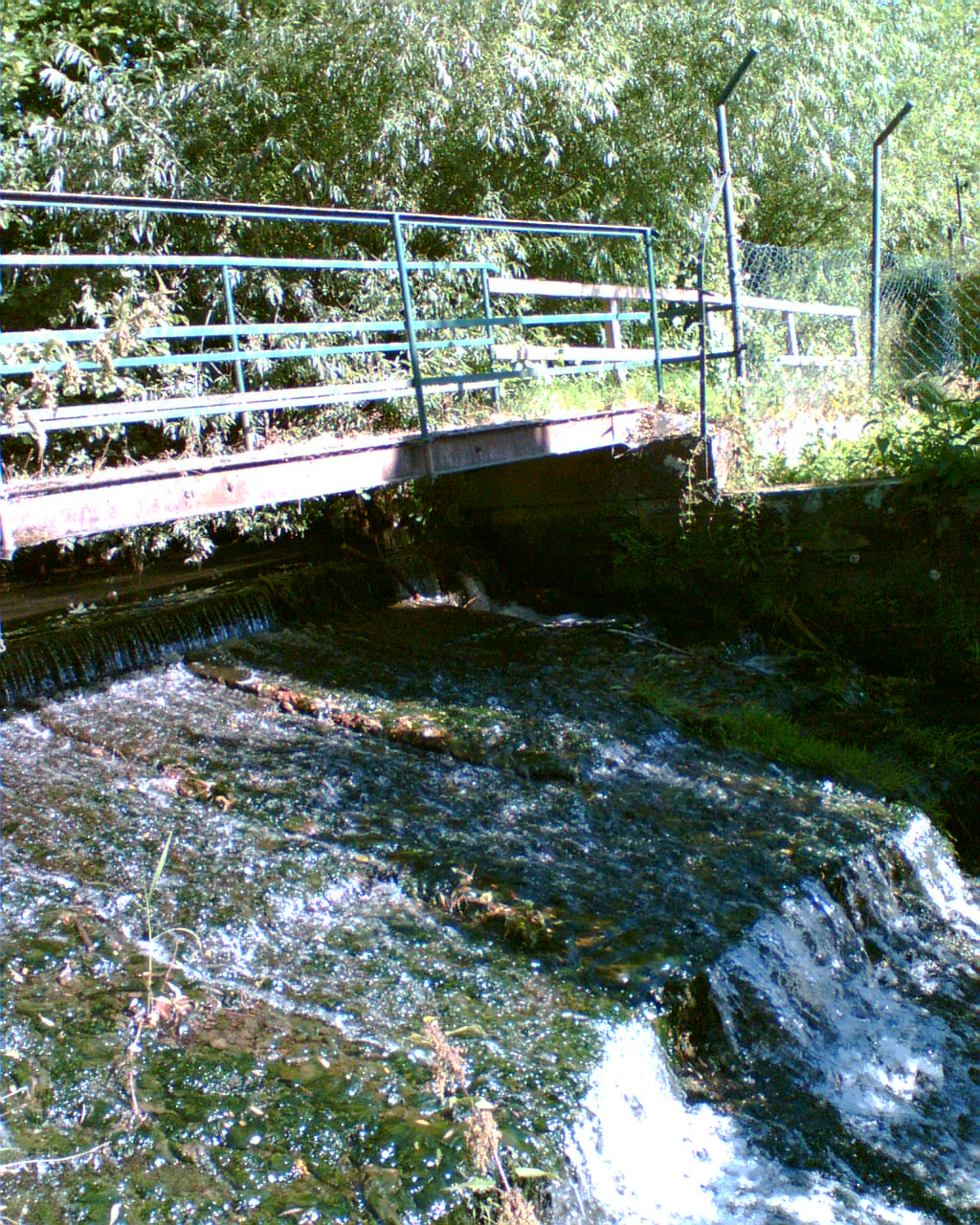
Sohlschwelle bei Dassel

Zum Betrieb moderner Wasserturbinen wird der Spüligbach nicht genutzt.
In Dassel wurde seine Wasserkraft in den letzten Jahrhunderten an mehreren Stellen zum Betrieb einer Wassermühle genutzt. Nutzungszwecke waren Mahlen und Schleifen. 
Nördlich der Altstadt zweigt an einer Sohlschwelle der Mühlengraben ab und wird über ein Wehr reguliert. Dort wurde im 20. Jahrhundert das Sollingbad Dassel angelegt. Der Mühlengraben diente zum Antrieb des Wasserrades der Stadtmühle. Seit dem 20. Jahrhundert wird er durch die Altstadt im Wesentlichen in einer Rohrleitung geführt. Unmittelbar am Museum Grafschaft Dassel vorbeifließend füllt er bei dem Museum Blankschmiede Neimke den dortigen Mühlenteich und fließt von dort in den Spüligbach ab. 
Die beiden als Hammerschmiede bzw. Schleifvorrichtung des Sensenwerkes verwendeten Wasserräder der denkmalgeschützten Blankschmiede werden mit dem Wasser des Mühlenteiches betrieben.